# Jenny Silver
Jenny Maria Öhlund (Ängelholm, 22 gennaio 1974) è una cantante svedese.

## Biografia
Jenny Silver ha iniziato la sua carriera musicale come membro del gruppo Candela, che si è sciolto nel 1997. Come solista ha pubblicato quattro album in studio ed ha piazzato due brani nella classifica svedese, A Place to Stay e Something in Your Eyes, rispettivamente alla 12ª e alla 59ª posizione. Ha partecipato tre volte al Melodifestivalen, nel 2010, 2011 e 2013, senza tuttavia mai qualificarsi per la finale. La cantante ha inoltre preso parte a numerosi programmi televisivi svedesi, tra cui Fångarna på fortet, Nyhetsmorgon, Kockduellen, Doobidoo, Sing a long, Sommarkrysset, Så ska det låta e Ponnyakuten.

## Discografia

### Album in studio
- 1994 – Mitt julkort
- 1997 – Lycklig
- 2003 – Holden
- 2007 – Remote Control

### Singoli
- 1994 – Vel
- 1994 – Hemmets jul
- 1997 – Allt eller ingenting
- 1997 – När natten blir dag
- 1998 – När livet är som bäst
- 1998 – Lycklig
- 2001 – Det vet bara jag
- 2002 – Nu är tid att leva
- 2004 – Grand Hotel
- 2007 – Ett äventyr
- 2010 – A Place to Stay
- 2011 – Something in Your Eyes